# 四日市市立中部西小学校
四日市市立中部西小学校（よっかいちしりつ ちゅうぶにししょうがっこう）は、三重県四日市市北町にある公立小学校。
四日市市内随一の繁華街を含む市中心部を校区とする。

## 沿革
- 1872年（明治5年）3月15日 - 四日市では学制に先立ち、寺小屋・私塾の生徒を母体に三重県最初の小学校として三重郡四日市町上新町（光運寺）に四日市学校を創立。
- 1875年（明治8年）9月20日 - 浜田学校（現：四日市市立浜田小学校）を分離。
- 1877年（明治10年）12月17日 - 納屋学校（後の四日市市立納屋小学校）を分離。
- 1885年（明治18年）7月12日 - 竪町の陣屋跡（現在の所在地）に校舎を新築し移転。
- 1887年（明治20年）4月1日 - 小学校令の改正により三重郡四日市尋常小学校と改称。
- 1897年（明治30年）8月 - 市制施行に伴い、四日市尋常小学校、四日市高等小学校と改称。
- 1908年（明治41年）4月1日 - 業務教育が6ヵ年に延長され、四日市高等小学校を廃止し、四日市市第一尋常小学校と改称。
- 1918年（大正7年）
  - 4月1日 - 高等科の新設に伴い四日市市第四尋常小学校と合併し四日市市第一尋常高等小学校と改称。
  - 6月5日 - 御真影を安置し、この日を創立記念日とする。
- 1922年（大正11年）6月5日 - 創立50周年記念式典を挙行。
- 1941年（昭和16年）4月1日 - 国民学校令の施行に伴い、四日市市第一国民学校と改称。
- 1945年 6月18日 - 四日市空襲。アメリカ軍B-29戦略爆撃機の空襲を受け、旧市内は殆ど消失。全校舎、敷地内の椋の木、書類等ことごとく焼失。（現在の校歌における「親椋」の焼失）
- 1947年（昭和22年）4月1日 - 学校教育法の施行に伴い、四日市市立第一小学校と改称。
- 1948年（昭和23年）5月13日 - 学校再編成により、四日市市立第二小学校（現：浜田小学校）を合併し、四日市市立中部小学校と改称。
- 1949年（昭和24年）1月21日 - 元第二小学校（現：浜田小学校）を再度分離。
- 1954年（昭和29年）2月21日 - 中部第二小学校を併設。
- 1955年（昭和30年）4月1日 - 中部第二小学校（後の四日市市立中部東小学校）を分離し、四日市市立中部西小学校に改称。
- 1972年（昭和47年）6月4日 - 創立100周年記念祝典挙行。
- 1979年（昭和54年）3月15日 - ｢中部西小学校百年史｣発行。
- 1990年（平成2年）2月24日 - 校名碑｢四日市学校｣の除幕式。
- 1992年（平成4年）6月6日 - 創立120周年記念祝典挙行。

## 通学区域
- 四日市市
  - 共同地区（旧共同地区と旧浜田地区の一部）
    - 北町、中部、諏訪町、諏訪栄町、西新地、元町、西町、西浦一丁目、西浦二丁目、堀木一丁目、堀木二丁目

卒業生は基本的に四日市市立中部中学校へ進学する。

## 著名な出身者
- 岡田克也（政治家、衆議院議員）